# Monts Nguru
Les monts Nguru sont un massif  montagneux de Tanzanie, ils sont situés à 50 km au nord-est des monts Ukaguru et à 100 km au sud-ouest des monts Usambara, ils culminent à 2 400 m d'altitude.

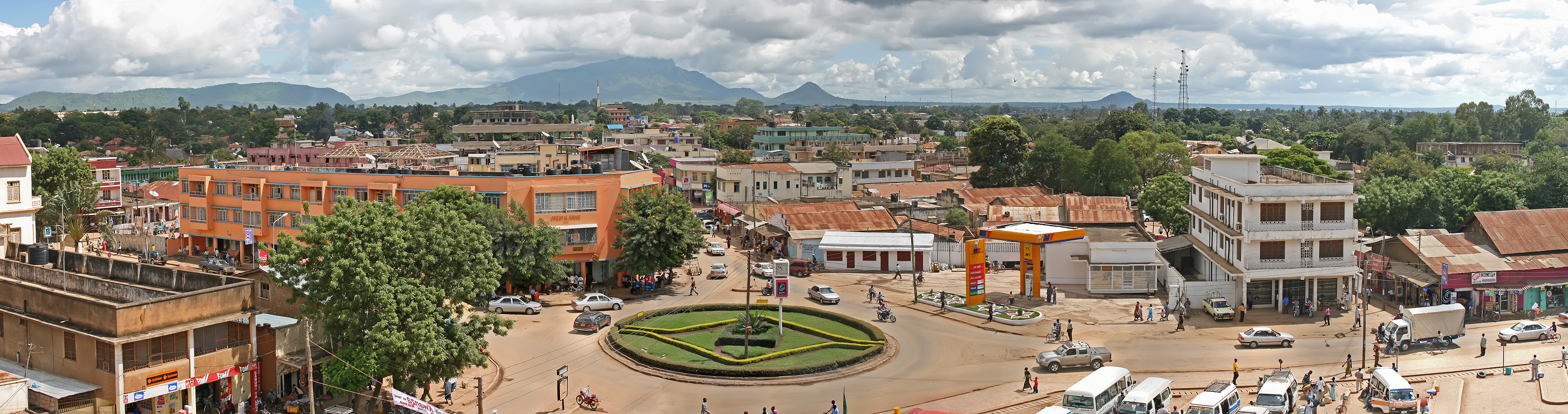
Les monts Nguru vus depuis Morogoro